# Vodní aktivita
Aktivita vody je fyzikálně chemický pojem. Jde o obsah volné vody, jenž není vázaná například v hydratačních obalech iontů, a mikroorganismy tuto vodu mohou využívat. Vodní aktivita nabývá hodnot mezi 0 a 1. Je nepřímo úměrná osmotickému tlaku – čím vyšší je osmotický tlak, tím nižší je aktivita vody. Látky s nízkou aktivitou vody jsou nevhodné pro růst mikroorganismů.